# Cetti's zanger
Cetti's zanger (Cettia cetti) is een zangvogel uit de familie van Cettiidae. De naam is een eerbetoon aan de Italiaanse onderzoeker Francesco Cetti.

## Kenmerken
Cetti's zanger is een kleine gedrongen zangvogel van 13 tot 14 cm lengte. De bovenzijde is egaal roodbruin en van onder is de kleur vuil grijswit met een roze tint op de flanken. Opvallend aan deze zangvogel zijn de relatief brede staart en korte ronde vleugels. De vogel wordt vooral herkend aan zijn karakteristieke zang die plotseling begint met een paar metalig klinkende galmende tonen en even plotseling weer ophoudt.

## Verspreiding en leefgebied
Cetti's zangers verblijven gedurende het hele seizoen in Zuid-Europa. Het is een vogel van dichte vegetatie in de buurt van water, maar niet in het water. In West-Europa werd de soort voor de eeuwwisseling als een zeldzame broedvogel beschouwd. Wereldwijd gezien is de soort niet zo zeldzaam, met een verspreidingsgebied van Afghanistan tot aan Engeland en Wales. Cetti's zanger staat in 2020 als niet bedreigd op de internationale Rode Lijst van de IUCN.
De soort telt drie ondersoorten:
- C. c. cetti: van westelijk Europa tot Griekenland en de Balkan, noordwestelijk Afrika.
- C. c. orientalis: van Turkije tot Iran en NW Kazachstan.
- C. c. albiventris: van ZO Kazachstan en Turkmenistan tot Xinjiang en noordelijk Afghanistan.

### Status in Nederland en België
Cetti's zanger heeft zich in de lage landen in betrekkelijk korte tijd van een uiterst zeldzame verschijning tot een regelmatige broedvogel ontwikkeld. Volgens Sovon steeg in de periode 2003–2011 het aantal broedparen explosief in Zuid-Holland, Zeeland en Noord-Holland. In 2011 waren er in Nederland al meer dan 500 broedparen. In 2019 was het aantal broedparen in Nederland verder gestegen tot tussen de 3000 en 3500, met de hoogste dichtheden in de Biesbosch. Cetti's zanger stond in 2016 niet op de Nederlandse Rode Lijst.
In Vlaanderen was het aantal broedparen in 2018 gestegen tot circa 500, met de hoogste concentratie in West- en Oost-Vlaanderen.
De soort stond in 2016 nog wel op de Vlaamse Rode Lijst als bijna in gevaar, hoewel de vogel al in 2005 met 65 broedparen aanwezig was en de aantallen sindsdien nog verder zijn toegenomen.